# Honour Gombami
Honour Gombami est un footballeur zimbabwéen né le 9 janvier 1983 à Gwanda (Zimbabwe).
Depuis juillet 2012, il évolue comme milieu de terrain au Royal Antwerp FC.